# Случај Холмец
Случај Холмец је случај убиства тројице војника Југословенске народне армије, на дан 28. јуна 1991. године, од стране припадника ТО Словеније. У време рата у Словенији на граничном прелазу Холмец из Аустрије један камерман направио је видео запис на коме се "види убиство" војника ЈНА док су се предавали полицији и ТО Словеније и махали белом заставом.
На снимку који је приказала аустријска државна телевизија ÖRF је приказано да су војници пали након што се чуло пуцање из ватреног оружја. Приказивање овог снимка је изазвало бурне реакције у Словенији и Србији.

## Позадина
Након што је Словенија прогласила независност од Југославије 25. јуна 1991, јединице ЈНА су кренуле ка граничним прелазима Словеније са Италијом и Аустријом, да спрече замену ознака Југославије. Словеначка влада је тада припремила план да се „освоје“ гранични прелази и аеродром Брник. Паралелно са овим политичким догађањима, свуда у Словенији кренула је хајка и прогон војника, официра ЈНА и њихових породица. Касарне и војне установе ЈНА, зграде и амбуланте биле су под блокадом словеначке полиције. Често се дешавало да словеначки паравојници узимају чланове породица официра ЈНА као таоце, са циљем да се они предају. Исто тако као таоци су узети шофери српске националности, који су са камионима ишли из Аустрије и Италије, пролазећи кроз Словенију, а камиони су им такође конфисковани. У многим местима Словеније дешавало се да иде аутомобил са мегафоном, који је отворено поручивао преко разгласа: "Срби одлазите или ћете бити поклани".
У ноћи између 27. и 28. јуна 1991, војници словеначке територијалне одбране су опколили караулу „Холмец“. Командант јединице ЈНА, мајор Миладиновић је наредио да се војници ЈНА утврде, јер је очекивао помоћ из ваздуха. На подручју Холмеца, дејствовале су 115. антидиверзантска чета ТО, 1. чета 62. корушког одреда, 1. вод, укупно око 220, док је караулу бранило 40-ак војника ЈНА и интервентна јединица од 22 војника. Одлучујућа битка за Холмец почела је у петак 28. јуна 1991. у 5.05 сати ујутро, а примирје је било око 7 сати, када су амбулантна кола однела рањенике ЈНА. Територијалцима је дотрчао Иван Вушник, чија је кућа била до карауле и пренео им је да је на положајима ЈНА „све крваво“ и предложио преговоре с војском. Вушник се вратио у караулу ЈНА и пренео предлог ТО да до осам сати траје прекид ватре, а да се потом преговара о предаји војника ЈНА, али ЈНА није одговорила. Прва група војника ЈНА се предала око 10:30 сати, а друга, већа група војника ЈНА предала се око пола два поподне. На страни ТО погинула су двојица, а тројица су тешко рањена. Заробљено је 45 припадника ЈНА, шест је било рањено, а према изјави Хелсиншког монитора за Словенију, погинули су регрути Горан Малетић из Новог Сада, Зоран Јешић из Сакула код Опова и Антонијо Шимуновић из Јабланице у Босни и Херцеговини .

## Афера
Афера Холмец је почела када је новинар Бојан Буђа објавио чланак у Словенских новицах о наводним злочинима. Влада Републике Словеније је основала комисију за истрагу. Новинар и новине оптуживани за издају домовине, блаћење бораца и борбе за словеначку независност, помањкање државотворне савести и недостатак патриотизма, док је Хелсиншки монитор за Словенију поднео кривичну пријаву против непознатог лица за ратни злочин.
На словеначкој телевизији се појавио бивши војник ЈНА, иначе Словенац, представљајући се као један од учесника у сукобу на страни ЈНА, који је причу Словенских новицах оценио као неистиниту. 22. априла 1999. године комисија министарства унутрашњих послова је оповргла оптужбе о војним злочинима.
Током сведочења бившег председника Словеније Милана Кучана на суђењу Слободану Милошевићу 21. маја 2003. споменути су догађаји на прелазу Холмец, али снимак није приказан. При сведочењу је дошло до забуне када је Милан Кучан изјавио да су војници стрељани. На словеначком глагол „стрељати“ може, у зависности од контекста, да значи и „пуцати или убити некога“, док је за глагол „смакнути“ на резервисан глагол „побоји“. Милошевић је тада инсистирао на стрељањима, што је на енглески преведено као „егзекуција“, па је током превода са словеначког на енглески дошло до исте забуне и измене смисла Кучановог исказа.
Афера је поново покренута након приказивања снимка на телевизији Б92, априла 2006. Српско Тужилаштво за ратне злочине је покренуло истрагу, међутим, државна тужитељка Словеније, Барбара Брезигар, је изјавила да комисија из 1991. није пронашла доказе за злочине почињене у Холмецу и да је то потврдила комисија из 1999. Према словеначкој верзији догађаја, војници су легли на земљу, након што се чуо хитац из ватреног оружја. Међутим, председница Хелсиншког монитора у Словенији Неда Миклавчић-Предан је поновила тврдњу да случај Холмец „представља вероватно први случај ратног злочина почињеног у бившој Југославији“. Као одговор на ово, уред Барбаре Брезигар је одговорио да је државно тужилаштво покренуло поступак против Преданове, у новембру 2004. због „лажних оптужби, које је Преданова изнела на конференцији за новинаре 2003. да је безбедносно особље починило ратне злочине на Холмецу“. Министар одбране Србије и Црне Горе Зоран Станковић је изјавио да су војници који су приказани на снимку живи, а да је војник који је држао бели чаршав заправо Словенац. Зоран Лакић, један од сведока који је служио војску на Холмецу, је изјавио да на снимку нису Јешић и Малетић. Преданова је одговорила да је изјава министра одбране СЦГ Зорана Станковића да се ради о другим лицима „вероватно израз притисака који долазе из Словеније“.
Тадашњи премијер Словеније Јанез Јанша, у време дешавања на Холмецу министар одбране Словеније, је уложио протест премијеру Србије Војиславу Коштуницу како би демантовао изјаве неких српских званичника поводом случаја Холмец, као и због претњи бојкотом словеначке робе у трговинским мрежама у Србији. У Новом Саду, августа 2006. године, на огради градилишта словеначког тржног центра Меркатор појавили су се графити „Холмец!“, „Сетите се Холмеца“, „Они су стрељали нашу децу“ и „Новосађанин је први војник кога су убили Словенци“.

## Контроверзе
Службена словеначка верзија догађаја тврди да је поручник ЈНА Драган Драгић, пуцњем у леђа регруту који је желео да се преда, покренуо крваве догађаје, док је извор Политике из словеначке војске то демантовао.
Такође се тврди да словеначка страна тачно зна идентитет снајперисте из словеначке полиције, који је убио регруте ЈНА, размештене код карауле на Холмецу и да се радио о резервном полицајцу у пензији.
Извор из словеначког хелсиншког одбора је изјавио за лист Прес да је официр који је 1991. командовао словеначком територијалном одбраном која се сумњичи за убиства на Холмецу, одликован и награђен високом државном пензијом, а да га је за одликовање предложио Јанез Јанша.
Постоји брошура: „Истина о оружаном сукобу у Словенији“, где су изнети бројни докази о рату у Словенији, и случају Холмец 1991. ЈНА je забранила својим официрима, повратницима из Словеније и родитељима погинулих војника ЈНА да причају о томе. Међутим, према речима родитеља Антонија Шумановића, који су интервјуисани после поново подигнуте афере 2006. године, они су од тадашње ЈНА примили тело, са јединим објашњењем да им је син погинуо.
И поред тога што су медији својевремено отворили питање могућег кршења хуманитарног права, за неколико догађаја из времена оружаних сукоба у Словенији 1991, према извештају за 2010—2011 годину Транзиционе правде у постјугословенским земљама, ни један од њих није истражен, ни процесуиран. Ипак, за чланак о случају Холмец о пуцању на припаднике ЈНА током њиховог предавања, Суд части Друштва новинара Словеније осудио је Бојана Буђу, због кршења кодекса части.